# 青い相姦
『青い相姦』(あおいそうかん、Der Kuß meiner Schwester) は、2000年のドイツのエロティック・ドラマ映画。監督はドゥロール・ツァハビ。

## キャスト
- マティス - フローリアン・ヘイデン（緑川光）
- ミーケ - アレクサンドラ・シャラウデク（折笠愛）
- ヤン - アウグスト・ツィルナー（金尾哲夫）
- ジモーナ - フリーデリケ・ワーグナー（土井美加）
- フェリックス - クリスチャン・ウンデルリッヒ（野島健児）
- レナ - ヴァネッサ・ユング（川上とも子）
- ヘーフラー - ステファン・ボーン（西村知道）